# Pasaporte inmunitario

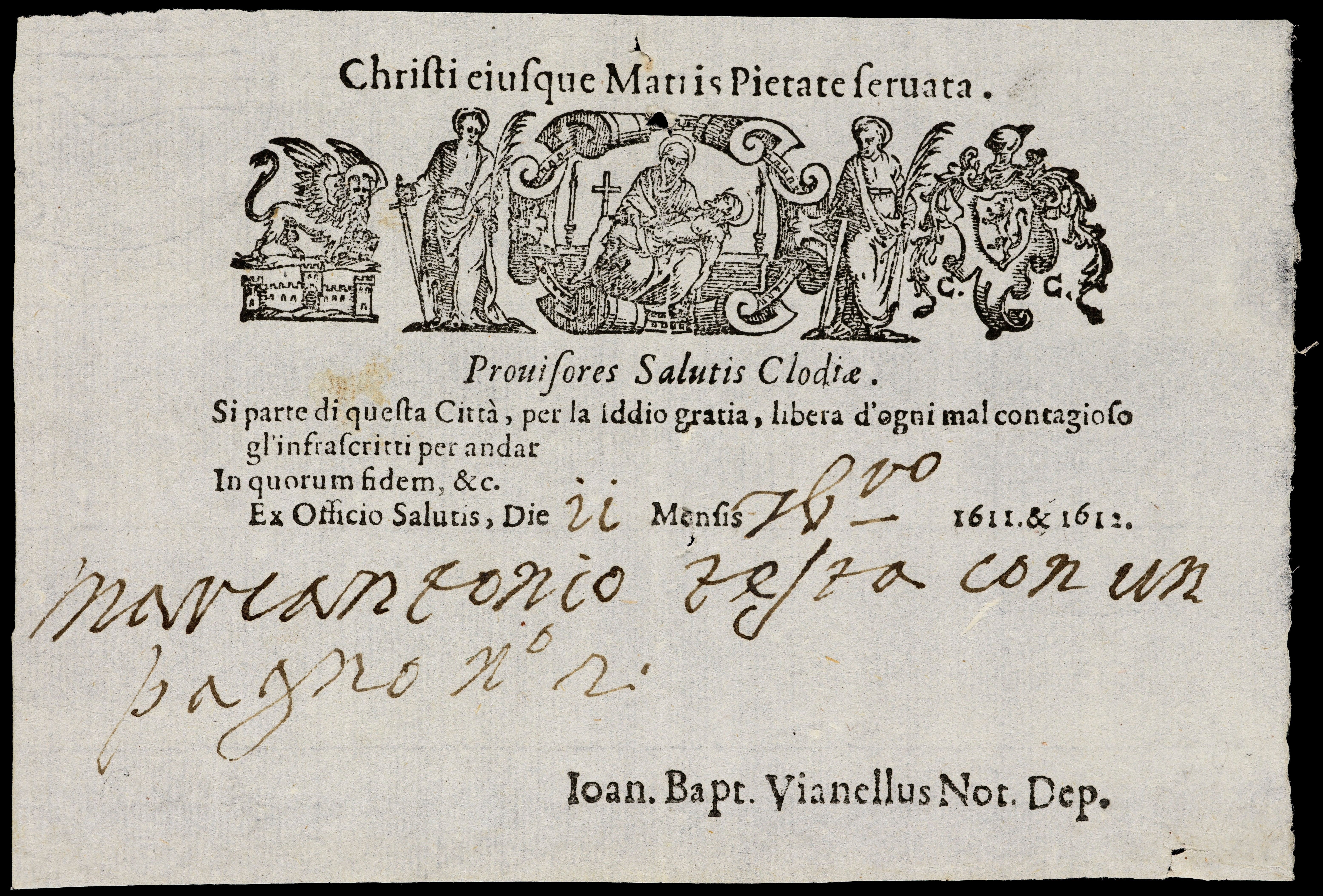
Pasaporte sanitario italiano de 1722 que certificaba a una persona como libre de «pestilencias»

El pasaporte inmunitario, pasaporte de inmunidad, pasaporte sanitario, certificado inmunitario o pase de movilidad es un documento de identidad utilizado como política pública de salud, que certifica que una persona no es portador de un patógeno infeccioso específico, ya sea mediante algún test médico, por haber sido inmunizado mediante vacunas o por haber pasado la enfermedad. El pasaporte generalmente persigue reducir los contagios y la morbilidad de la enfermedad infecciosa en la población general. Esta condición le otorga a sus detentores ciertos derechos, ventajas o beneficios en desmedro de quienes no lo poseen, como por ejemplo, más libertades de circulación, la admisión a lugares concurridos con un alto aforo, especialmente en situaciones críticas, para ayudar a mitigar un brote epidémico o una pandemia.
Si bien el origen del concepto tiene siglos de antigüedad, el término comenzó a adquirir notoriedad durante el siglo XXI durante la pandemia de COVID-19, como una manera de contener potencialmente los efectos sanitarios y económicos de la pandemia, otorgándole una documentación de este tipo a vacunados y recuperados de la enfermedad producida por el virus SARS-CoV-2 y sus variantes.

## Funcionamiento
Para poder obtener un documento de esta naturaleza, es necesario que una persona se someta a un reconocimiento médico, que permita una opinión experta del profesional de la salud sobre la enfermedad en cuestión. En el caso del virus SARS-CoV-2, que a menudo causa solo síntomas leves o imperceptibles, es necesario para el diagnóstico la realización de análisis de laboratorio clínico sobre la presencia de anticuerpos o antígenos en la sangre, saliva, orina u otro fluido del paciente.
En 2021 numerosos gobiernos han implantado pasaportes sanitarios o de vacunación relativos al virus SARS-CoV-2. Los expertos sanitarios consideran que estos pasaportes son ineficaces para evitar la propagación de la enfermedad, entre otros motivos porque las vacunas no impiden infectarse con el virus ni contagiarlo. Por otro lado, el objetivo de algunos de estos gobiernos no es tanto prevenir contagios sino recortar la vida social de las personas no vacunadas a fin de obligarles a vacunarse. En este sentido, algunos gobiernos como el de Italia han implementado un certificado de vacunación, que es un tipo de pasaporte inmunitario al que no se puede acceder mediante análisis de laboratorio que demuestren que no se porta el virus sino solo mediante la prueba de haberse vacunado. Hablando de su proyecto similar en Francia, el presidente Emmanuel Macron ha afirmado que el objetivo de su "pase vacunal" es "joder" a los no vacunados.
En Chile adquiere el nombre de «pase de movilidad» y se exigen 4 dosis de la vacuna COVID-19 para tenerlo vigente, la política en cuestión fue ideada por Paula Daza basándose en la experiencia de otros países.

## Historia
La aparición de los primeros documentos que acreditaban el estado de salud de una persona frente a una epidemia surgió con el establecimiento de las primeras cuarentenas y cordones sanitarios, los cuales restringían el desplazamiento de las personas. Existe registro que a partir del siglo XVIII, varios antiguos estados italianos emitieron pasaportes sanitarios («fede di sanitá» en italiano), con el propósito de eximir a los portadores de la realización de cuarentenas o poder pasar controles sanitarios.
Durante el brote de fiebre amarilla en el siglo XIX, una enfermedad transmitida principalmente por mosquitos y que tenía una alta tasa de mortalidad, era común en áreas con una alta cifra de contagios, como en el Sur de Estados Unidos, presentarse como «aclimatado» a la hora de buscar trabajo, es decir, que la persona había vivido una cantidad de tiempo suficiente en una zona donde se encontraba presente la enfermedad o que hayan sido revisados por un médico que acreditara dicha condición de salud. Debido a la inexistencia de exámenes sanguíneos, era muy difícil de precisar con exactitud el verdadero estado serológico de la persona. Este tipo de certificaciones médicas eran muy útiles a la hora de ser contratado debido a que se priorizaba a quienes poseían esta condición, en especial en trabajos que requerían una capacitación previa, para evitar que el trabajador simplemente falleciera una vez de haber sido capacitado, lo que significaba una pérdida de dinero para el empleador.

## En el mundo

### Argentina
En algunas jurisdicciones de Argentina como Tucumán y provincia de Buenos Aires, el pase sanitario llegó a limitar el acceso a edificios públicos en detrimento de derechos como contraer matrimonio, renovar documentos de identidad o realizar trámites judiciales o bancarios.

### Suiza
El 28 de noviembre de 2021, los suizos aprobaron en referéndum por un 62% la ley que permitió crear el pase sanitario, con una tasa de participación de alrededor del 65%, es decir, la 4.ª más alta desde la introducción del sufragio femenino en 1971. Con excepción de la Unión Democrática de Centro (UDC), el principal partido del país, todos los movimientos políticos pidieron el apoyo de la ley. La campaña está marcada por numerosas manifestaciones, a veces prohibidas y salpicadas de violencia. El día de la votación, por primera vez en un día de votación federal, la sede del gobierno y del parlamento en Berna estuvo bajo estrictas medidas de seguridad y rodeada por una valla de alambre, pero sólo se reunieron unas pocas docenas de opositores. En 2022, Pascal Najadi presentó una denuncia contra Alain Berset, acusándolo de haber mentido al decir que con el certificado Covid podíamos demostrar que no somos contagioso.. Según él, este pasaporte sanitario covid habría contribuido a crear una sociedad de dos velocidades, lo que sería contrario a la Constitución de Suiza.